# أحمد بنجلون
أحمد بنجلون (1942 – 2015) محامي وسياسي مغربي. كان أحمد بنجلون معروفًا في الأوساط اليسارية المغربية وأسس حزب الطليعة الديموقراطي. وهو الشقيق الأصغر للمعارض اليساري المعروف عمر بنجلون.
هو أحد القادة اليساريين البارزين في المغرب، وهو شقيق الزعيم النقابي اليساري عمر بن جلون الذي اغتيل عام 1975. وفي الثامن من مايو/أيار من ذلك العام عرف المسار السياسي لابن جلون ورفاقه منعطفا حاسما ومفصليا، بعد أن تعرضت غالبية العناصر التي كانت في اللجنة الإدارية الوطنية للاتحاد الاشتراكي للاعتقال، وهي العناصر التي وقفت في وجه ما وصفته بالخيارات والتوجهات الإصلاحية والتحريفية التي سقطت فيها قيادة الاتحاد، والتي استنجدت بالسلطة لفض صراع داخلي، فكان هذا الحادث بداية الطلاق مع الاتحاد الاشتراكي، وأسس بن جلون ورفاقه فيما بعد حزب الطليعة الديمقراطي الاشتراكي، الذي قام آنذاك بمقاطعة الانتحابات وتبنى الاشتراكية العالمية.